# Trofeul Carpați (handbal feminin) - Ediția a 9-a
Competiția din 1968 reprezintă a noua ediție a Trofeului Carpați la handbal feminin pentru senioare, turneu amical organizat anual de Federația Română de Handbal începând din 1959. Ediția din 1968, la care au luat parte șase echipe, a fost găzduită de orașul București și s-a defășurat în noiembrie 1968. Câștigătoarea turneului din 1968 a fost selecționata Republicii Democrate Germane.
Meciurile s-au desfășurat în Sala Floreasca.

## Echipe participante
La a noua ediție a Trofeului Carpați au fost pentru prima dată înscrise doar echipe naționale.

### România
România a fost reprezentată de două selecționate naționale.

#### Selecționata principală
Selecționata principală a României a fost pregătită de antrenorii Francisc Spier și Valeriu Gogâltan.
| Portari - Irene Nagy-Klimovski - Lucreția Anca Extreme - Rozália Soós - Emilia Munteanu Centri - Petruța Băicoianu-Cojocaru - Aneta Schramko | Pivoți - Edeltraut Franz-Sauer - Elena Hedeșiu Interi - Simona Arghir - inter stânga - Constanța Ilie - Irene Oancea - inter stânga - Anna Stark-Stănișel |

#### Selecționata de tineret
Selecționata de tineret a României a fost pregătită de antrenorii Pompiliu Simion și Nicolae Marian.
| Portari - Maria Buzaș - Maria Moroșan - Sabina Mureșan Extreme - Aurelia Costandache - Iulia Nedelcu - Maria Magyari - Emilia Matache Centri - Rodica Cordoș - Natalia Matache-Alexandrescu | Pivoți - Maria Niță-Vărgălui - Maria Serediuc Interi - Elena Frâncu - Viorica Manciu - Magdalena Miklós - Niculina Mitu - Wilhelmina Petrache - Magda Trandafir |

### Republica Democrată Germană
Republica Democrată Germană a fost reprezentată de selecționata națională.

### Iugoslavia
Iugoslavia a fost reprezentată de selecționata națională.

### Ungaria
Ungaria a fost reprezentată de selecționata națională.

### Uniunea Sovietică
Uniunea Sovietică a fost reprezentată de selecționata națională.

## Clasament și statistici
Ediția a noua a Trofeului Carpați la handbal feminin a fost câștigată de selecționata Republicii Democrate Germane.

### Clasamentul final
|   | RDG             |
|   | Iugoslavia      |
|   | URSS            |
| 4 | România         |
| 5 | Ungaria         |
| 6 | România-tineret |